# Kävlinge
Kävlinge – miejscowość (tätort) w południowej Szwecji, w regionie administracyjnym (län) Skania. Siedziba władz (centralort) gminy Kävlinge.
W 2015 roku Kävlinge liczyło 9320 mieszkańców.

## Położenie
Miejscowość jest położona na północnym brzegu rzeki Kävlingeån w południowo-zachodniej części prowincji historycznej (landskap) Skania, na równinie Lundaslätten, ok. 28 km na północ od centrum Malmö. Kävlinge wraz z obszarem gminy zaliczane jest, według definicji Statistiska centralbyrån (SCB), do obszaru metropolitalnego Malmö (Stor-Malmö).

## Historia
Najstarsza wzmianka pochodzi z 1120 roku, kiedy nazwa Kyflingi została wymieniona w dokumencie kościelnym. Osada powstała w miejscu przeprawy przez rzekę Kävlingån na szlaku łączącym Lund z Landskroną. W 1886 roku do Kävlinge doprowadzono linię kolejową, łączącą Malmö z Billesholm (Malmö – Billesholms Järnväg; MBJ). Z czasem zbudowano kolejne połączenia i miejscowość stała się ważnym węzłem kolejowym. Znalazło to odzwierciedlenie w używanym od 1955 roku herbie gminy Kävlinge, symbolizującym węzeł kolejowy.
W 1902 roku Kävlinge uzyskało status municipalsamhälle, w 1946 roku köping. W wyniku reformy administracyjnej w 1971 roku przekształcono Kävlinge köping w nowo utworzoną gminę Kävlinge (Kävlinge kommun), istniejącą w obecnym kształcie od 1974 roku.

## Demografia
Liczba ludności tätortu Kävlinge w latach 1960–2015: